# Isabel de Larrañaga Ramírez
Isabel de Larrañaga Ramírez (Manila, 19 de noviembre de 1836-La Habana, 18 de enero de 1899) fue una religiosa española fundadora de la congregación de las Hermanas de la Caridad del Sagrado Corazón de Jesús.

## Trayectoria
Era hija de Juan Andrés María de Larrañaga, natural de Guipúzcoa, alistado en el ejército español desde muy joven. En Perú, conoció a Isabel Ramírez, también de ascendencia española. Se casaron en 1824 en Lima y volvieron a España durante unos años. En 1830, le destinaron a Filipinas como Gobernador de Manila, cargo que ocupó hasta 1838, cuando falleció. Tras la muerte de su padre, su madre volvió a España y dio a sus hijos una educación completa en las bellas artes, en idiomas (francés, inglés e italiano), así como una formación religiosa.
Larrañaga fue profesora en algunos colegios en la ciudad de Lima durante un tiempo, compaginando esta actividad con el desarrollo de obras de caridad, catequesis y la ayuda a enfermos en sus últimos días. Sobre todo pobres y necesitados. Entregada a su vocación religiosa, rechazó varias e importantes propuestas de matrimonio, lo cual disgustó a su madre. Por iniciativa de su madre, viajaron seis meses a Roma donde Larrañaga reafirmó su vocación religiosa e intentó ingresar en la orden religiosa de las Salesas. Sin embargo, su madre lo impidió. Regresaron a España y comenzaron la construcción de una Casa de Ejercicios Espirituales en Ciempozuelos, en Madrid.
En 1876, en una peregrinación a Roma organizada por Enrique de Ossó, Larrañaga consiguió una audiencia con el Papa Pío IX, al que le expuso la obra que intentaba realizar y recibió su aprobación. Al año siguiente, en 1877, se consagró al Señor junto con otras tres compañeras. Inicialmente crearon una asociación o Pía Unión de Señoras Esclavas del Sagrado Corazón de Jesús, y se dedicaron a los Ejercicios Espirituales pero posteriormente se centraron en la educación y la enseñanza, principalmente infantil. La agrupación, cuya pedagogía se basaba en el amor al prójimo dando ejemplo con sus hechos, se consolidó como congregación religiosa en 1883.